# Братерські яри
Брате́рські яри́ — ботанічний заказник місцевого значення в Україні. Об'єкт розташований на території Олександрівського району Кіровоградської області, на захід від села Вищі Верещаки. 
Площа 402,6 га. Статус присвоєно згідно з рішенням Кіровоградської обласної ради № 47 від 19.05.1995 року. Перебуває у віданні ДП «Олександрівський лісгосп» (Олександрівське лісництво, кв. 8, 9, 47). 
Статус присвоєно для збереження частини великої балки з угрупованням рідкісних рослин.